# Yūji Takahashi (Fußballspieler)
Yūji Takahashi (jap. 高橋 祐治, Takahashi Yūji; * 11. April 1993 in Ōtsu, Präfektur Shiga) ist ein japanischer Fußballspieler. 

## Karriere
Yūji Takahashi erlernte das Fußballspielen in der Jugendmannschaft von Kyōto Sanga. Hier unterschrieb er 2012 auch seinen ersten Profivertrag. Der Club aus Kyōto, einer Stadt im Südwesten der japanischen Hauptinsel Honshū, spielte in der zweithöchsten Liga des Landes, der J2 League. Von August 2012 bis Januar 2013 wurde er an Brisbane Roar ausgeliehen. Mit dem australischen Verein aus Brisbane spielte er viermal in der ersten Liga, der A-League. Im Januar 2013 kehrte er nach Kyōto zurück. 2014 spielte er elfmal in der J.League U-22 Selection. Diese Mannschaft, die in der dritten Liga, der J3 League, spielte, setzte sich aus den besten Nachwuchsspielern der höherklassigen Vereine zusammen. Das Team wurde mit Blick auf die Olympischen Sommerspiele 2016 in Rio de Janeiro gegründet. Die Auswahl der Spieler erfolgte auf wöchentlicher Basis aus einem Pool, für den jeder Verein förderungswürdige Talente benennen konnte; die Zusammensetzung der Mannschaft variierte daher sehr stark von Spiel zu Spiel. Die Saison 2015 erfolgte eine Ausleihe zum Zweitligisten Kamatamare Sanuki. Für den Verein aus Takamatsu absolvierte er 32 Zweitligaspiele. 2018 unterschrieb er einen Vertrag beim Erstligisten Sagan Tosu in Tosu. Bis Ende 2019 spielte er 59-mal in der ersten Liga. Nach zwei Jahren verließ er Tosu und wechselte zum Erstligaaufsteiger Kashiwa Reysol nach Kashiwa. Nach 53 Erstligaspielen unterschrieb er im Januar 2023 einen Vertrag beim Erstligaabsteiger Shimizu S-Pulse. Am Ende der Saison 2024 feierte er die Meisterschaft und stieg in die erste Liga auf.

## Erfolge
Shimizu S-Pulse
- Japanischer Zweitligameister: 2024